# تي 17 ستاجهاوند
تي 17 ستاجهاوند (بالإنجليزية: T17 Staghound) ويُطلق عايها أيضًا تي 17 إي 1 هي عربة مُصفَّحة أمريكيّة ذات دفع رباعي، قامت شركة شيفروليه بتطويرها عام 1942 خلال الحرب العالمية الثانية كدعم لبريطانيا، حيث استخدمتها القوّات البريطانيّة وقوّات دول الكومونولث في حملة شمال غرب أوروبا، كما شاركت لاحقًا في عدّة حروب أخرى حول العالم.

## التاريخ
قامت شركة جنرال موتورز بتصنيع 4,094 عربة بين عاميّ 1942 و1944. وقد تم استخدامها في الحرب العالمية الثانية، كما تم توزيعها بعد الحرب على عدد من دول حلف شمال الأطلسي ودول الشرق الأوسط. شاركت هذه المُصفحّة في حرب 1948 وأزمة لبنان 1958 والثورة الكوبية والحرب الأهلية اللبنانية والحرب الأهلية الروديسية. وقد قرّرت الولايات المتحدة استبدالها لاحقًا بمُصفَّحة إم 8 جريهاوند.

## الأنواع
تُعتبر تي 17 إي 1 رباعيّة الدفع النموذج الأصلي لهذه المُصفحَّة. وقد تم لاحقًا إنتاج نُسَخ مُعدَّلة عنها:
- تي 17 إي 1

ستاجهاوند إم كيه I
ستاجهاوند إم كيه III
ستاجهاوند كوماند
- تي 17 إي 2 (ستاجهاوند أيه أيه)
- تي 17 إي 3
- رادبانزر ستاجهاوند

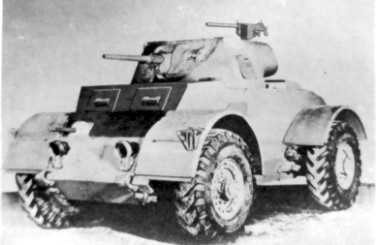
النموذج الأصلي لعربة تي 17 إي 1.
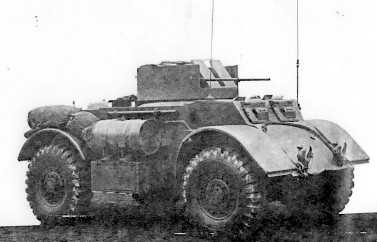
تي 17 إي 2 (ستاجهاوند أيه أيه).
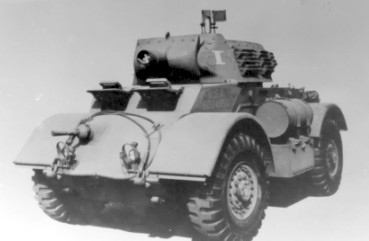
تي 17 إي 3.

## المستخدمون
| - الأردن - أستراليا - إسرائيل - إيطاليا - البرازيل - بلجيكا | - بولندا - جنوب أفريقيا - الدنمارك - رودسيا الجنوبية - السعودية - السودان | - سوريا - سويسرا - كندا - كوبا - لبنان - مصر | - المملكة المتحدة - نيكاراغوا - نيوزيلندا - الهند - هولندا - اليونان |